# Duan Jingli
Duan Jingli (chinesisch 段静莉; * 8. März 1989 in Luoyang) ist eine chinesische Ruderin.
Duan Jingli trat in den drei Weltcup-Regatten 2010 in drei verschiedenen Bootsklassen an: im Einer, im Doppelzweier und im Doppelvierer erreichte sie jeweils das A-Finale der sechs besten Boote. Bei den Weltmeisterschaften 2010 belegte sie den achten Platz im Einer. 2011 ruderte sie bei den Weltmeisterschaften ebenfalls auf den achten Rang und zwar im Doppelzweier mit Jiang Yan. 2012 startete Duan Jingli im Weltcup im Doppelzweier, gehörte aber nicht zur chinesischen Olympiamannschaft.
2014 kehrte Duan Jingli im Einer in den Weltcup zurück. Nach einem dritten und einem zweiten Platz im Einer gewann sie bei den Weltmeisterschaften in Amsterdam die Bronzemedaille hinter der Neuseeländerin Emma Twigg und der Australierin Kim Crow. 2015 belegte Duan Jingli beim Weltcup in Varese den sechsten Platz. Bei den Weltmeisterschaften auf dem Lac d’Aiguebelette siegte Kim Crow vor der Tschechin Miroslava Knapková, dahinter gewann Duan Jingli wie im Jahr zuvor die Bronzemedaille. 2016 erhielt Duan Jingli zum dritten Mal in Folge die Bronzemedaille beim Saisonhöhepunkt. Im Finale der Olympischen Spiele 2016 gewann Kim Brennan-Crow vor der US-Amerikanerin Genevra Stone, dahinter erkämpfte die Chinesin mit 0,25 Sekunden Vorsprung auf Emma Twigg den dritten Platz.